# Monterrey Open 2021 - Qualificazioni singolare
Le qualificazioni del singolare del Monterrey Open 2021 sono un torneo di tennis preliminare per accedere alla fase finale della manifestazione. Le vincitrici dell'ultimo turno sono entrate di diritto nel tabellone principale. In caso di ritiro di una o più giocatrici aventi diritto a queste sono subentrate le lucky loser, ossia le giocatrici che hanno perso nell'ultimo turno ma che avevano una classifica più alta rispetto alle altre partecipanti che avevano comunque perso nel turno finale.

## Teste di serie
1. Kaja Juvan (qualificata)
2. Viktorija Golubic (qualificata)
3. Aliona Bolsova (primo turno)
4. Sara Errani (primo turno)
5. Greet Minnen (primo turno, ritirata)
6. Kristie Ahn (primo turno)

1. Mayar Sherif (qualificata)
2. Anna-Lena Friedsam (primo turno)
3. Katarzyna Kawa (primo turno)
4. Anna Kalinskaja (qualificata)
5. Wang Xiyu (primo turno)
6. Irina Maria Bara (primo turno)

## Qualificate
1. Kaja Juvan
2. Viktorija Golubic
3. Lesja Curenko

1. María Camila Osorio Serrano
2. Anna Kalinskaja
3. Mayar Sherif

## Tabellone

### Legenda
| - Q = Qualificato - WC = Wild card - LL = Lucky loser | - ALT = Alternate - SE = Special Exempt - PR = Protected Ranking | - w/o = Walkover - r = Ritirato - d = Squalificato |

### Sezione 1
|  | Primo turno | Primo turno      | Primo turno      | Primo turno | Primo turno |  |  | Ultimo turno | Ultimo turno | Ultimo turno | Ultimo turno | Ultimo turno |  |
|  |             |                  |                  |             |             |  |  |              |              |              |              |              |  |
|  | 1           | Kaja Juvan       | 6                | 4           | 6           |  |  |              |              |              |              |              |  |
|  |             | Vol'ha Havarcova | 2                | 6           | 2           |  |  | 1            | Kaja Juvan   | Kaja Juvan   | 6            | 6            |  |
|  | Alt         | Kurumi Nara      | Kurumi Nara      | 6           | 6           |  |  | Alt          | Kurumi Nara  | Kurumi Nara  | 1            | 1            |  |
|  | 12          | Irina Maria Bara | Irina Maria Bara | 1           | 0           |  |  |              |              |              |              |              |  |

### Sezione 2
|  | Primo turno | Primo turno        | Primo turno        | Primo turno | Primo turno |  |  | Ultimo turno | Ultimo turno      | Ultimo turno      | Ultimo turno | Ultimo turno |  |
|  |             |                    |                    |             |             |  |  |              |                   |                   |              |              |  |
|  | 2           | Viktorija Golubic  | Viktorija Golubic  | 6           | 6           |  |  |              |                   |                   |              |              |  |
|  | WC          | Ana Sofía Sánchez  | Ana Sofía Sánchez  | 0           | 1           |  |  | 2            | Viktorija Golubic | Viktorija Golubic | 6            | 7            |  |
|  |             | Leonie Küng        | Leonie Küng        | 6           | 6           |  |  |              | Leonie Küng       | Leonie Küng       | 3            | 63           |  |
|  | 8           | Anna-Lena Friedsam | Anna-Lena Friedsam | 1           | 2           |  |  |              |                   |                   |              |              |  |

### Sezione 3
|  | Primo turno | Primo turno     | Primo turno     | Primo turno | Primo turno |  |  | Ultimo turno | Ultimo turno    | Ultimo turno    | Ultimo turno | Ultimo turno |  |
|  |             |                 |                 |             |             |  |  |              |                 |                 |              |              |  |
|  | 3           | Aliona Bolsova  | Aliona Bolsova  | 3           | 5           |  |  |              |                 |                 |              |              |  |
|  |             | Kristína Kučová | Kristína Kučová | 6           | 7           |  |  |              | Kristína Kučová | Kristína Kučová | 3            | 2            |  |
|  |             | Lesja Curenko   | Lesja Curenko   | 6           | 6           |  |  |              | Lesja Curenko   | Lesja Curenko   | 6            | 6            |  |
|  | 9           | Katarzyna Kawa  | Katarzyna Kawa  | 4           | 3           |  |  |              |                 |                 |              |              |  |

### Sezione 4
|  | Primo turno | Primo turno                 | Primo turno  | Primo turno | Primo turno |  |  | Ultimo turno | Ultimo turno                | Ultimo turno                | Ultimo turno | Ultimo turno |  |
|  |             |                             |              |             |             |  |  |              |                             |                             |              |              |  |
|  | 4           | Sara Errani                 | Sara Errani  | 0           | 2           |  |  |              |                             |                             |              |              |  |
|  |             | Harriet Dart                | Harriet Dart | 6           | 6           |  |  |              | Harriet Dart                | Harriet Dart                | 4            | 5            |  |
|  | WC          | María Camila Osorio Serrano | 7            | 4           | 6           |  |  | WC           | María Camila Osorio Serrano | María Camila Osorio Serrano | 6            | 7            |  |
|  | 11          | Wang Xiyu                   | 62           | 6           | 2           |  |  |              |                             |                             |              |              |  |

### Sezione 5
|  | Primo turno | Primo turno            | Primo turno            | Primo turno | Primo turno |  |  | Ultimo turno | Ultimo turno      | Ultimo turno      | Ultimo turno | Ultimo turno |  |
|  |             |                        |                        |             |             |  |  |              |                   |                   |              |              |  |
|  | Alt         | Lara Arruabarrena      | Lara Arruabarrena      | 6           | 6           |  |  |              |                   |                   |              |              |  |
|  |             | Elisabetta Cocciaretto | Elisabetta Cocciaretto | 2           | 4           |  |  | Alt          | Lara Arruabarrena | Lara Arruabarrena | 4            | 3            |  |
|  | WC          | Fernanda Contreras     | Fernanda Contreras     | 2           | 1           |  |  | 10           | Anna Kalinskaja   | Anna Kalinskaja   | 6            | 6            |  |
|  | 10          | Anna Kalinskaja        | Anna Kalinskaja        | 6           | 6           |  |  |              |                   |                   |              |              |  |

### Sezione 6
|  | Primo turno | Primo turno           | Primo turno           | Primo turno | Primo turno |  |  | Ultimo turno | Ultimo turno          | Ultimo turno          | Ultimo turno | Ultimo turno |  |
|  |             |                       |                       |             |             |  |  |              |                       |                       |              |              |  |
|  | 6           | Kristie Ahn           | Kristie Ahn           | 4           | 65          |  |  |              |                       |                       |              |              |  |
|  |             | Usue Maitane Arconada | Usue Maitane Arconada | 6           | 7           |  |  |              | Usue Maitane Arconada | Usue Maitane Arconada | 3            | 4            |  |
|  | WC          | Marcela Zacarías      | Marcela Zacarías      | 3           | 6(0)        |  |  | 7            | Mayar Sherif          | Mayar Sherif          | 6            | 6            |  |
|  | 7           | Mayar Sherif          | Mayar Sherif          | 6           | 7           |  |  |              |                       |                       |              |              |  |